# Université de Mahajanga

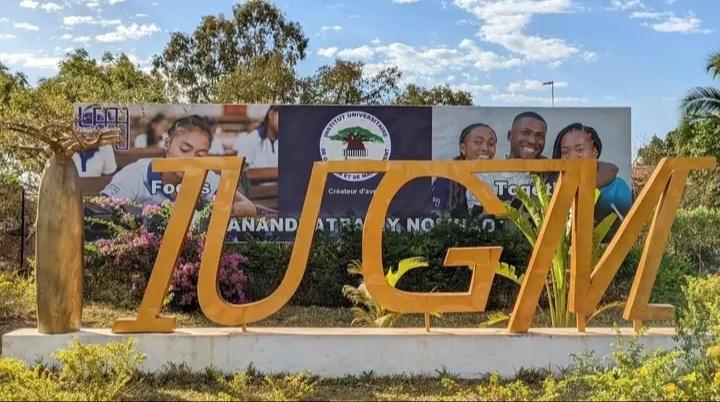
Statut

 (avril 2022).
L'université de Mahajanga est un établissement public d'enseignement supérieur situé à Mahajanga, une ville portuaire de la côte Nord-Ouest de Madagascar.

## Historique

### Création et développement
Créée en 1977, l'École supérieure de chirurgie dentaire (ESCD) fut le premier Centre Universitaire Régional de la province de Mahajanga. Les filières de médecine et de sciences naturelles ont été ouvertes en 1982 pour former ensemble, dès 1983, l'université de Mahajanga.
Le premier recteur de l'Université de Mahajanga fut George Raoelina 1979-1990.
L'actuel président de l'Université de Mahajanga  est Professeur Titulaire Blanchard Randrianambinina.

## Organisations

### Formations et recherches
Dans le cadre de la réforme LMD mis en œuvre sur tout le territoire national, les formations de l'Université de Mahajanga ont reçu l'habilitation du Ministère de tutelle. Les formations habilitées sont réparties dans 3 domaines, lesquels se répartissent ensuite en grade et en mention :
- École supérieure de chirurgie dentaire (ESCD).
- Institut universitaire de gestion et de management (IUGM).
- École des arts et techniques en prothèse dentaire (EATP).
- Unité de Formation et de Recherche en sciences sociales(UFRSS).

## Institutions et établissements
L'université de Mahajanga est composée de deux facultés
- Faculté des médecine.
- Faculté des Sciences, de technologies et de l'environnement . (FSTE)

### Les instituts
En 2010, l'université de Mahajanga dispose d'au moins 4 instituts et 4 écoles en formation payante proposant une quarantaine de parcours dans tous les domaines :
- Institut Universitaire de Gestion et de Management (IUGM)
- Institut Universitaire de Technologie et d'Agronomie de Mahajanga (IUTAM, filière sciences naturelles et unité de formation professionnalisante en agriculture et élevage).
- Institut Supérieur des Sciences et de Technologie (ISSTM)
- Institut d'odontostomatologie tropicale de Madagascar

### Les écoles
- École de Droit et Science Politique (EDSP)
- École de Tourisme (ET)
- Institut de Langue et de Civilisation (ILC)
- École des Langues Commerciales Internationales (ELCI)
- Ecole des Arts et Techniques en Prothèse dentaire (EATP)
- École de Vétérinaire Pharmacie
- École de Pharmacie
- École Normale Supérieur (ENS)
- École Doctorale Génie du Vivant et Modélisation (EDGVM)
- École Doctorale des Écosystèmes Naturels(EDEN)
- École Doctorale Nutrition-Environnement-santé (EDNES)

## Centre de documentation
L’université de Mahajanga possède un centre de documentation avec plus de 12 000 ouvrages[réf. nécessaire]. Récemment[Quand ?], par le biais de l'Agence universitaire de la Francophonie, l'université vient de bénéficier d'un Campus numérique francophone partenaire qui offre un service de documentation et de recherche de document numérique.